# Statsministeren
 Ikke at forveksle med statsminister.
Statsministeren er en samfundskritisk humoristisk tegneserie af Carsten Graabæk, der har eksisteret siden 1982. Både selve tegneserien og hovedpersonen heri hedder Statsministeren .
Hovedpersonerne er statsministeren og dennes departementschef i et land, der minder meget om de nordiske lande, og striberne er ofte opbygget omkring deres indbyrdes dialog om samfundsforhold. Striben startede i B.T. og trykkes stadigvæk dagligt i avisen, ligesom den kan ses online på avisens hjemmeside.
Carsten Graabæk modtog i 1990 ping-prisen, den danske tegneseriepris, for Statsministeren

## Album
1. samling: Her går det godt
2. samling: Hjælp regeringen – bestem selv
3. samling: For den rene er alting rent
4. samling: Er vor sikkerhed truet
5. samling: (Tekst på titelblad: Vær lige flink at løbe ned med papirkurven, statsminister)
6. samling: (Tekst på titelblad: Vi vil gerne se på en kædesav og en flækhammer)
7. samling: (Tekst på titelblad: Ota solgryn ønsker ikke længere at være vores sponsor)
8. samling
9. samling: Med lov skal man land bygge
10. samling: Der hersker fuld enighed i regeringen
11. samling: Hvor skal pengene komme fra?
12. samling: Den medieskabte virkelighed
13. samling: Tog til tiden
14. samling: Høj cigarføring
15. samling: Frisk med det hele
16. samling: Statsministeren på glatis
17. samling: Til bords med statsministeren
18. samling: Tid til forandring
19. samling: I krig med statsministeren
20. samling: Noget for noget
21. samling: Der er ikke noget at komme efter
22. samling: Så kan de lære det
23. samling: Hvor svært kan det være?
24. samling: Rigets tilstand
25. samling: Klodens fremtid
26. samling: Plads til forbedringer
27. samling: Der må være en grænse
28. samling: Halløj på borgen
29. samling: Under magtens åg
30. samling: Hvor godt synes du selv det går?
31. samling: Hvor der er hjerterum
32. samling: Det ligger i luften
33. samling: America First
34. samling: #metoo
35. samling: Statsministeren redder kloden